# Hverfjall
Der Tuffring Hverfjall (auch Hverfell) gehört zum Vulkansystem der Krafla im Norden Islands beim See Mývatn.

## Entstehung des Kraters
Er bildete sich vor etwa 2500 Jahren in gewaltigen Wasserdampfexplosionen, die ausgelöst wurden, als heißes Magma auf Grundwasser stieß. Die Lava ist durch Wasserdampf glasig erstarrt. Am Rande einer mächtigen Wasserdampfsäule, in der nichts absinken konnte, rieselte vulkanisches Lockermaterial herab, das diesen Ring von 1 km Durchmesser und 90–150 m Höhe bildete. Viele der unzähligen Lagen entstanden durch pyroklastische Ströme. Das Volumen des ausgeworfenen Materials betrug insgesamt ca. 250 Mill. m³.

## Weitere Krater dieses Typs
Auf der Erde existieren nur wenige Krater dieses Typs. Der etwas kleinere Lúdent liegt etwa 4 km südöstlich des Hverfjall. Andere Beispiele sind der Diamond Head und der Koko Head auf Hawaii oder einige Exemplare im Fort Rock Basin in Oregon, USA.

## Wanderwege auf den Hverfjall
Der Ringwall des Hverfjall kann auf zwei markierten Wanderwegen bestiegen werden. Diese dürfen nicht verlassen werden, um diese empfindliche geologische Tuff-Formation nicht zu zerstören.

## Siehe auch

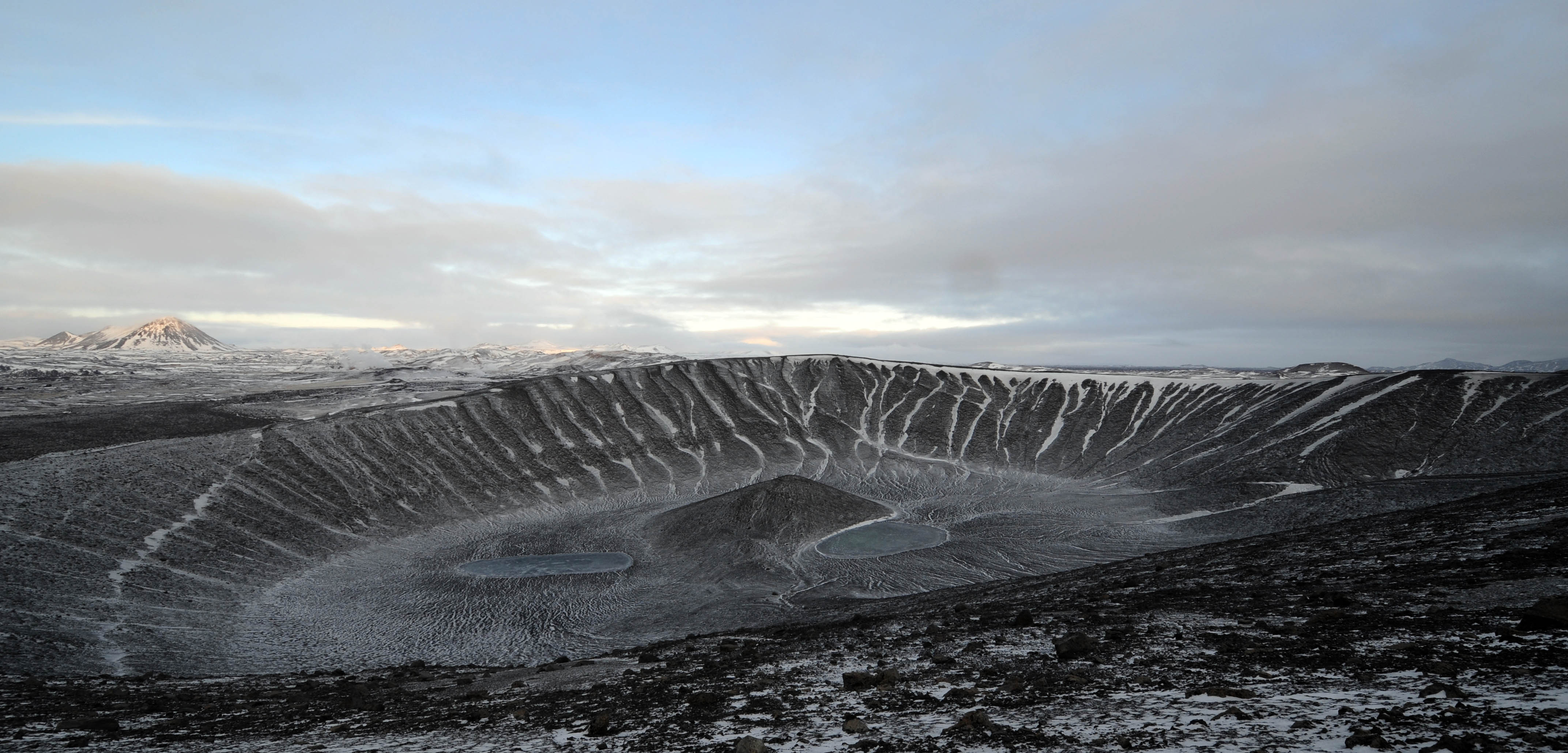
Hverfjall
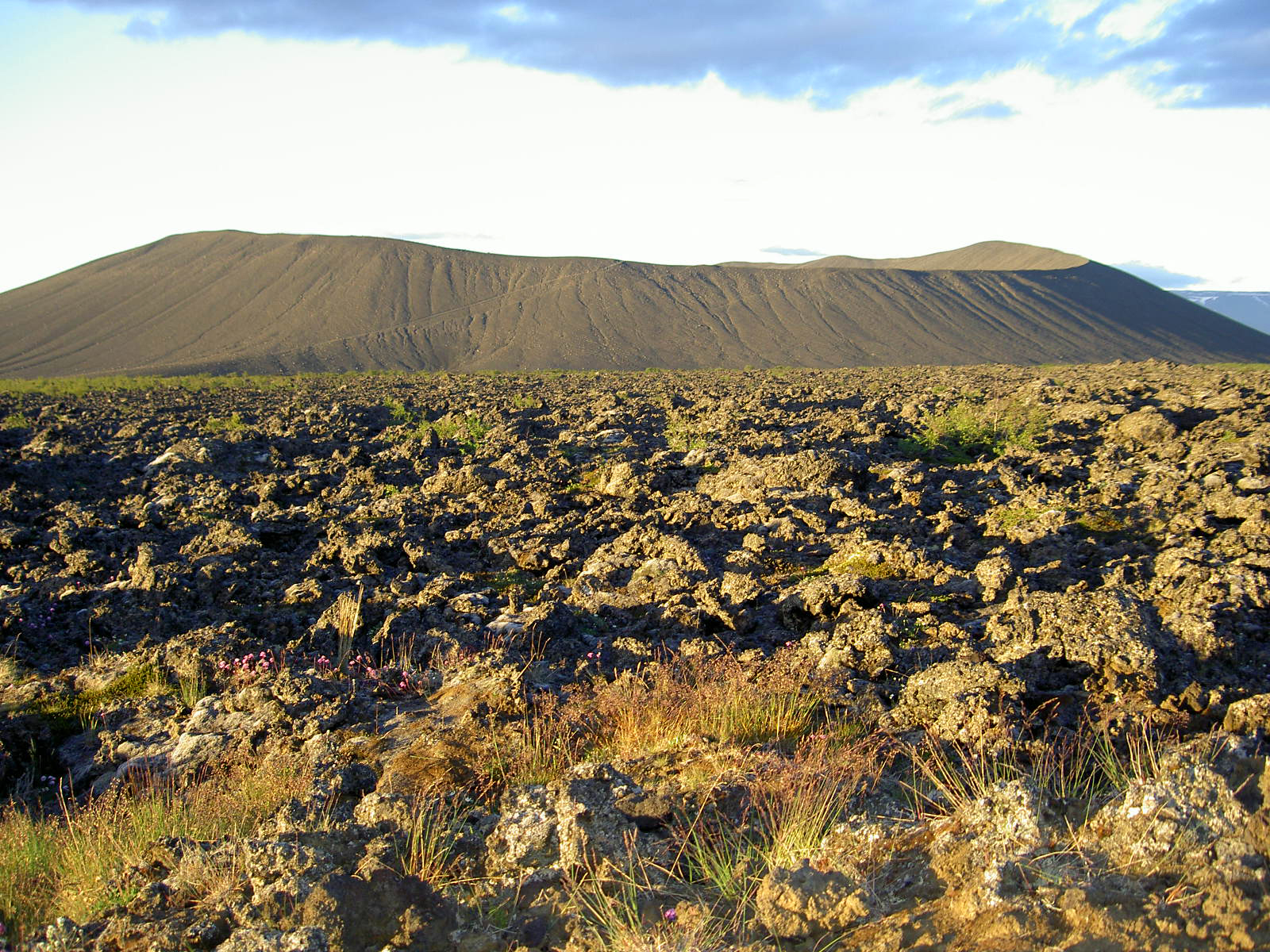
Hverfjall